# ソレヒン・カナシアン・アブドゥッラー
ソレヒン・カナシアン・アブドゥッラー（マレー語: Solehin Kanasian Abdullah、1983年1月20日 - ）またはK.ソレイ（K. Soley）は、マレーシアのサッカー選手。元マレーシア代表。ポジションはMF。

## クラブ歴
ケダFAのプレジデンツカップチームに在籍しトップチームに昇格。2007年6月30日に行われたピアラFAマレーシア決勝ではプルリスFA相手にスコアレスドローで延長戦を終え、PK戦で4-2とし、勝利した。
同年プルリスFAに移籍し、2010年11月にはケランタンFAに移籍した。しかしトップチームでの出場機会をなかなか掴む事が出来ず、チームはリーグ優勝したものの、2011年12月を以て退団、2012シーズンはセランゴールFAに移籍した。
2014シーズンにFELDAユナイテッドFCに移籍した。その後、古巣のケダFAに復帰し、MOF FCに移籍した。

## 代表歴
2008年6月6日に行われたインドネシア代表との親善試合で、ムハマド・シュコル・アダンとの交代で途中出場し代表初出場、この試合は1-1の引分に終った。しかし、代表としての出場はこの1戦に止まった。